# 霰
| 雪霰。白色不透明で割れやすい。 |  | 氷霰。半透明で雪霰よりも固い。 |
| 雪霰。白色不透明で割れやすい。 |  | 氷霰。半透明で雪霰よりも固い。 |

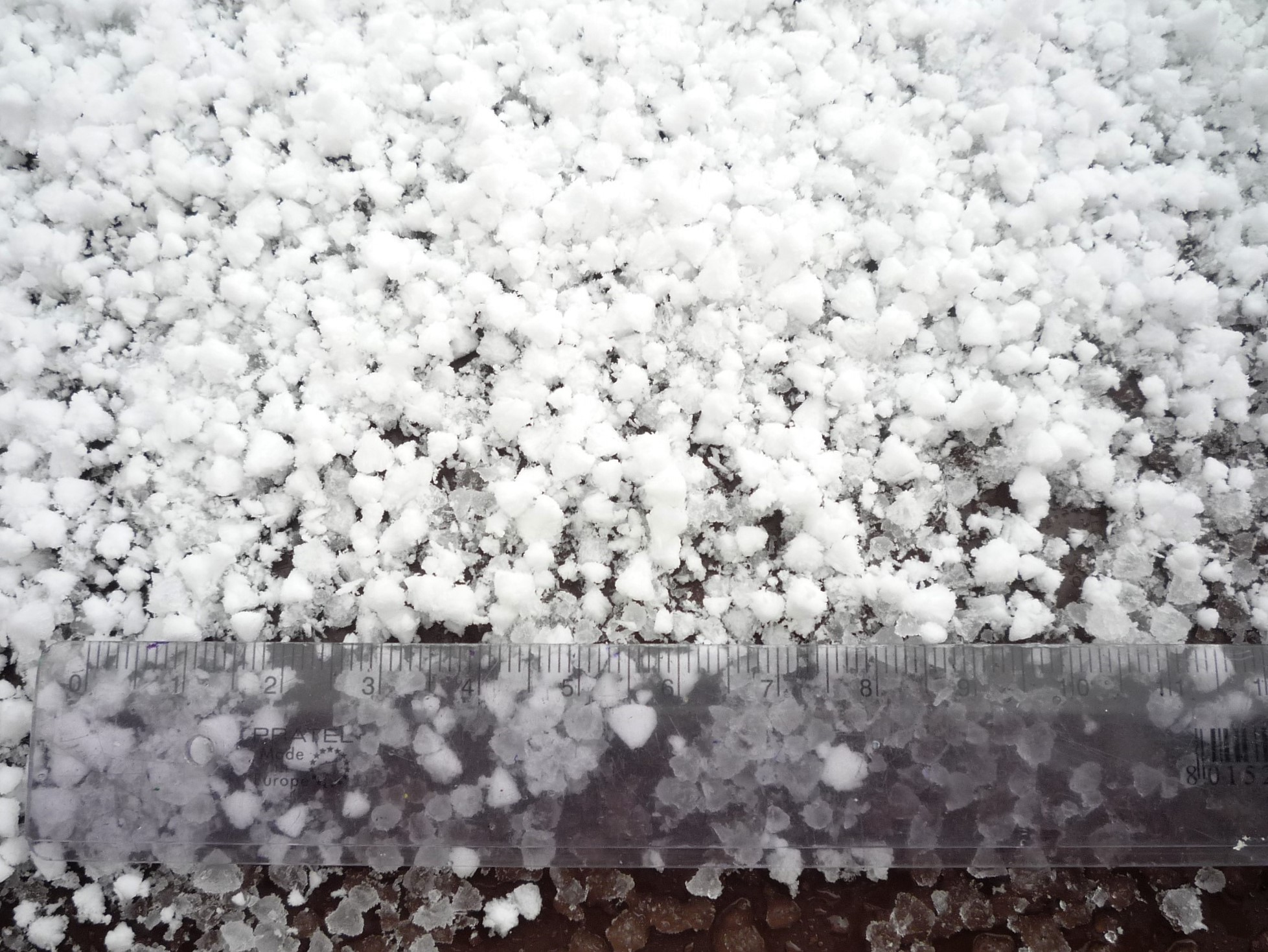
霰にものさしを添えた写真。直径5 mm未満である。

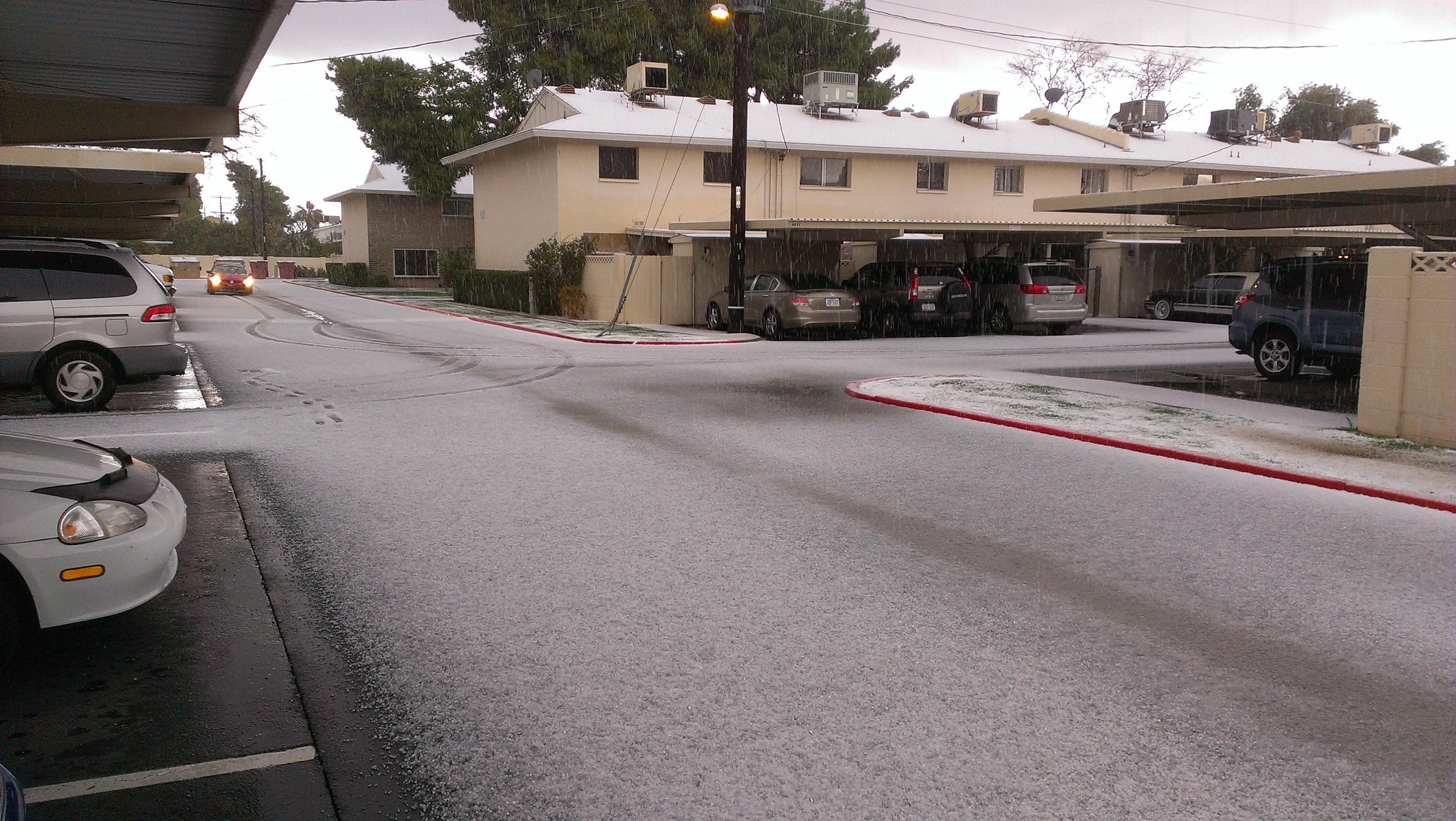
雪のように地面に積もった雪霰

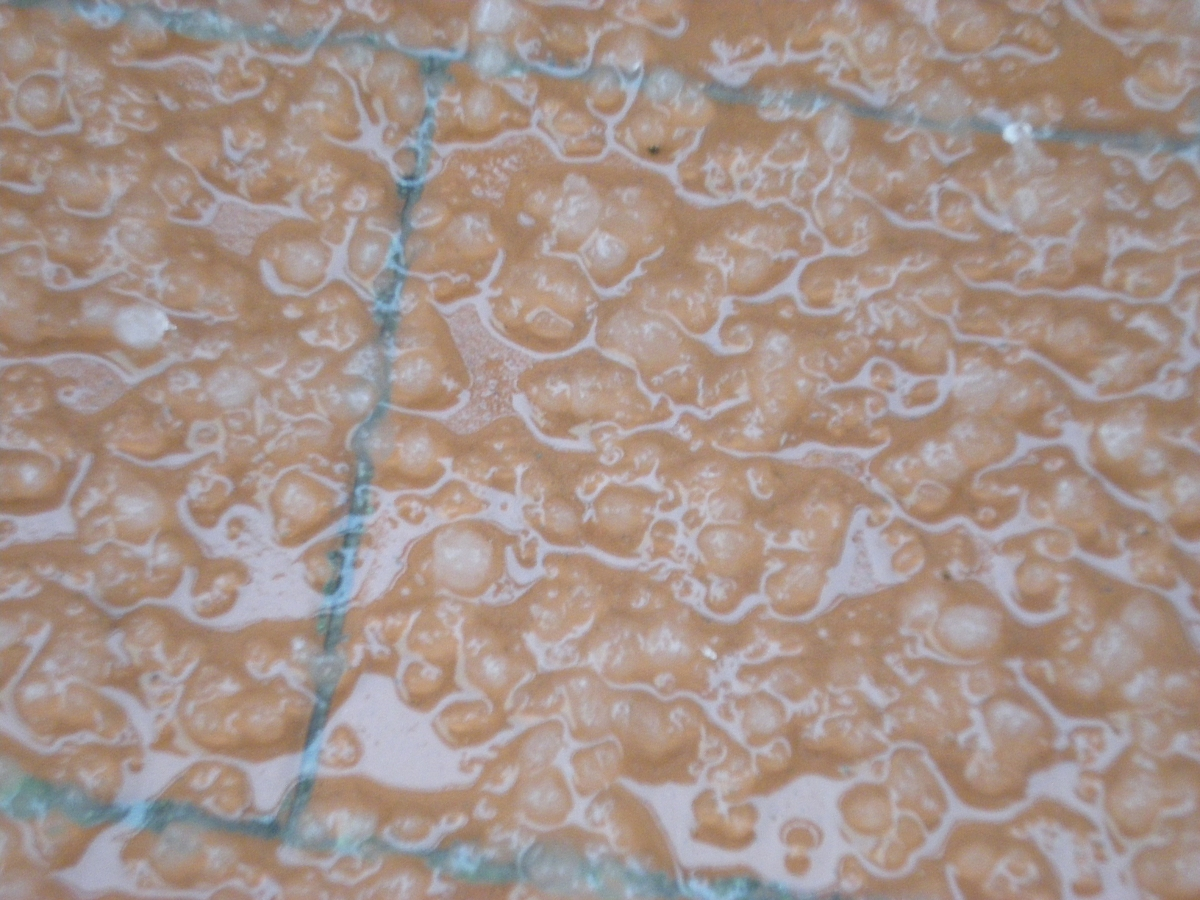
雨交じりの濡れた霰

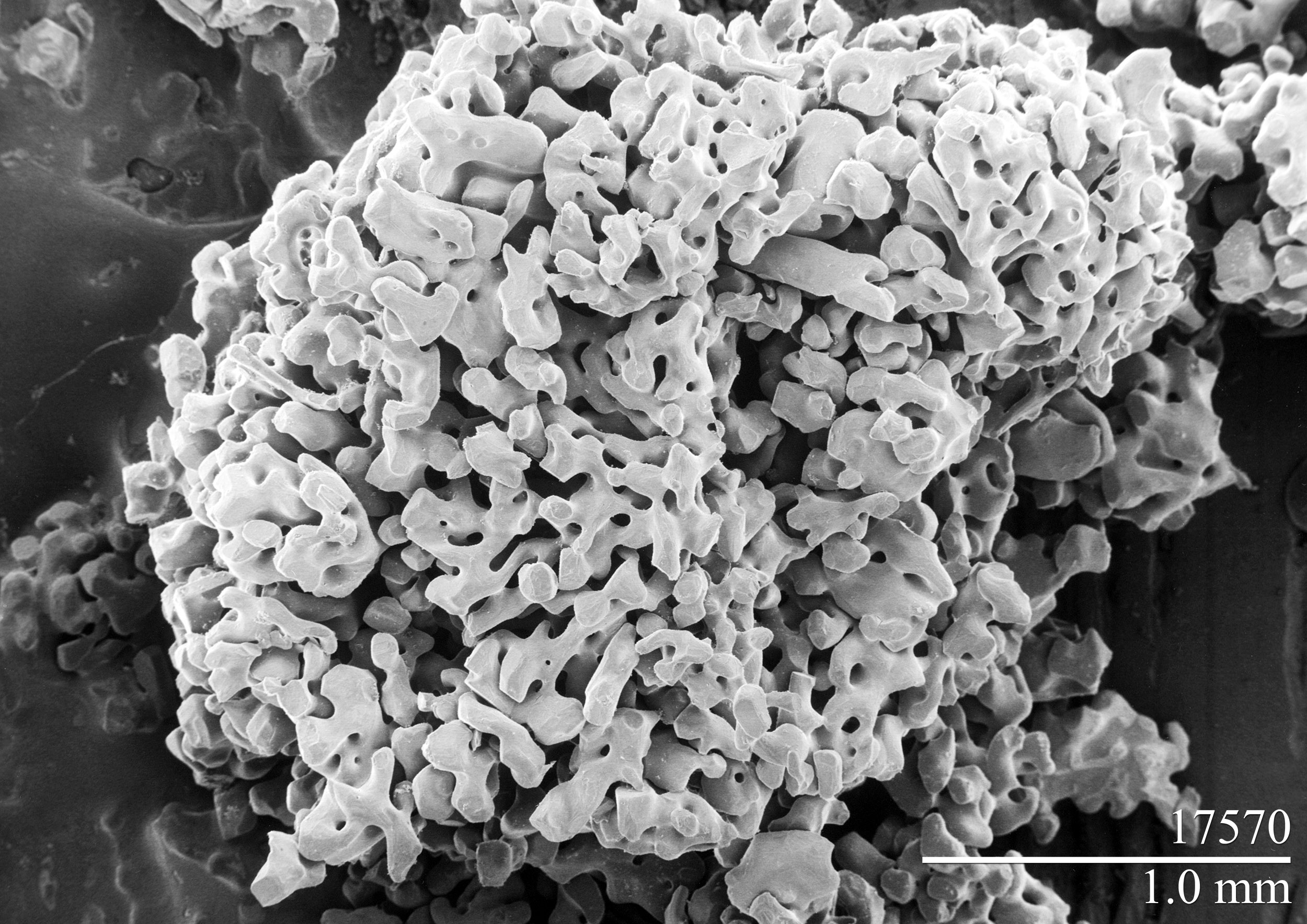
電子顕微鏡で見た霰の表面。雪の結晶構造が見られない。

霰（あられ）は、雲から降る直径5ミリメートル（mm）未満の氷粒である。雪霰と氷霰がある。

## 雪霰と氷霰
雪霰（雪あられ、ゆきあられ）は白色で不透明な氷の粒。形は球状や半円錐状。直径は2 mmから5 mmくらい。堅い地面に落ちると弾み、よく割れる。また砕けやすく、踏むと簡単に潰れる。
中心となる氷の粒（結晶構造を持つ氷晶のことが多い）が、微細な氷粒子（雲粒）で覆われる構造をしている。まわりの氷粒子は急速に凍結しふつう結晶構造を持たない。氷粒子に完全に覆われず氷晶が見えるような成長途中のものが観察されることもある。雪霰は隙間を多く含むため、比重はおよそ0.8未満（純水氷は約0.92）と小さい。
主に、地表の気温が0 ℃前後のとき降る驟雨性の降水で、雪とともに降る。
氷霰（氷あられ、こおりあられ）は半透明の氷の粒。形は球状で、たまに半円錐状の尖った部分がある。直径は5 mmくらいで、5 mm以上になることもある（その場合雹に区分される）。堅い地面に落ちると音をたてて弾む。踏んでも簡単には潰れない。雪霰に比べて表面は滑らかで密度が高い。
全体または一部が薄い殻のように氷が包まれた雪霰でできている。隙間が比較的少なく比重は0.8を超え0.99に近い場合がある（純水氷は約0.92）。
氷霰は雪霰が雹に成長する途中の状態にあたる。雪霰は強い上昇気流のある積乱雲や発達した積雲の中で、過冷却の水滴に衝突し凍結、部分的に融けたり再び凍ったりという過程を経て大きさを増していく。この小さいものが氷霰、大きいものが雹。
常に驟雨性の降水で降る。積乱雲からの降水に多い。

## 観測・記録
天気予報の予報文では、雪霰は雪、氷霰は雨として扱う。ただし、実際に雪霰や氷霰が降っても、観測上は霰であり、雪や雨が降ったとは言わない。
積雪計は、霰も含んだ固形降水の深さを測定する仕組みで（固形降水の判別をしない）、実際には雪が降っていなくても、降雪や積雪が記録される場合がある。
日本では、気象庁は管区気象台などの拠点では天気や大気現象の目視観測を行っており、大気現象として霰のほか、雹、凍雨などを区別し記録している。自動気象観測装置を導入したところ（アメダスやほとんどの地方気象台）では天気の雨雪判別（雨・雪・霙）のみで、霰などの大気現象の記録は2019年2月に廃止した。機械による天気の自動判別では、落下する物体の大きさを判別することは難しいためである。
国際気象通報式では、観測時に降っているか止んでいるか、雨・雪を伴うかどうか、雷を伴う否か、雨や雷の3段階強度などの組み合わせで区分される天気から選択して報告する。基本の記号は氷霰が「」、雪霰が「」。
ラジオ気象通報などの日本式天気図では、観測時に霰が降っている場合に天気を「あられ」とする。天気記号は「」。ただし優先順位があり、雷を伴う場合は雷とする。
航空気象の通報式では、「降水現象」の欄のGSがあられを表す。

## 構造
結晶の表面に凍った霧の粒が付着していることが多いため、霰の小粒を観測することには困難が伴う。さらに、被写界深度の限界があるためマイクロスコープを用いても同様。しかしながら、雪の結晶の観測同様、低温用のSEMを用いれば、明確に結晶の表面が観測できる。霰は雪と異なり、角板、樹枝状、角柱、および針という4つの基本的な雪の結晶形状全てが混在した状態から成るため、規則正しい結晶構造は観測できない。

## 言葉
現在では、大きさで雹と区別されるが、本来は雹も含んだ。
凍雨を含めて、「あられ」と総称することもある。また、単にあられと言った場合、雪あられをさすこともある。
霰を詠んだ歌の例としては、『万葉集』巻第一・65番「あられ打つ 安良礼（あられ）松原（大阪市住之江区） 住江の 弟日娘と見れど 飽かぬかも」が見られる。
「霰降り」は、「かしま」「きみつ」「とほつ」などの枕詞である。